# Jules Defrance
Jules Defrance war ein belgischer Radrennfahrer.
Jules Defrance war Mitglied des „Pesant Club Liegois“ und Profi-Rennfahrer von 1901 bis 1903. Im November 1902 wurde er in Putte Belgischer Straßenmeister. Der Termin für diese Straßenmeisterschaft war mehrmals wegen fehlender Genehmigungen verschoben worden, auch weil der Straßenrennsport damals im Gegensatz zum Bahnradsport noch schlecht organisiert war. Die Fahrer mussten in Winterrennkleidung starten.
Angesichts dieser schlechten Bedingungen traten nur vier Fahrer zur Meisterschaft an, ein Profi und drei Amateure, was bedeutete, dass Jules Defrance schon am Start praktisch Meister war. Nur unwesentlich langsamer als Defrance war der Amateur Emile Lombard mit 16 Sekunden Rückstand.
Über den weiteren Lebensweg von Jules Defrance ist nichts bekannt.